# Love, Devotion, Surrender
Albums par Carlos Santana
Caravanserai
(1972) Welcome
(1973)
Albums par John McLaughlin
Birds of Fire
(1973) Between Nothingness and Eternity
(1973)
Love, Devotion, Surrender (1973) est un album studio en collaboration des guitaristes Carlos Santana et John McLaughlin, avec des musiciens de leur groupe respectifs Santana et Mahavishnu Orchestra. L'album a été inspiré des enseignements du gourou Sri Chinmoy et est un hommage à John Coltrane, il contient d'ailleurs deux compositions de Coltrane, deux de McLaughlin et une chanson de gospel traditionnelle arrangée par les deux guitaristes. Il a été certifié or dès sa sortie en 1973 et, lors de sa sortie en CD en 2003, il est apparu avec deux pièces bonus. À noter que le pianiste et organiste Larry Young apparaît ici sous son nom musulman, Khalid Yasin. 

## Titres de l’album
1. A Love Supreme (John Coltrane) – 7:48
2. Naima (John Coltrane) – 3:09
3. The Life Divine (John McLaughlin) – 9:30
4. Let us Go Into the House of the Lord" (Traditionnel) – 15:45
5. Meditation (John McLaughlin) – 2:45
6. A Love Supreme (Prise 2) (John Coltrane) – 7:24
seulement en version CD
7. Naima (Prise 4) – 2:51
seulement en version CD

## Personnel

### Musiciens
- Carlos Santana : guitare
- John McLaughlin : guitare, piano
- Doug Rauch : basse
- Mahalakshami Eve McLaughlin : piano
- Khalid Yasin : piano, orgue
- Mingo Lewis : claviers
- Jan Hammer : claviers
- Billy Cobham : batterie, percussions
- Michael Shrieve : batterie, percussions
- Don Alias : batterie, percussions
- Armando Peraza : congas, percussions, voix

### Autres
- Mahavishnu John McLaughlin, Carlos Santana : production
- Glen Kolotkin : ingénieur
- Ashok : design de la jaquette et photographies
- Pranavananda : photographies
- Sri Chinmoy : inspirations